# Hallo Bandoeng
Hallo Bandoeng is een Nederlands lied gecomponeerd door Willy Derby. De tekst is geschreven door Enrico Paoli, artiestennaam van de Nederlandse volkszanger Henk Paauwe. Het lied werd in 1929 uitgebracht en er werden meer dan 50.000 kopieën van verkocht, destijds een astronomisch aantal. Het was een van Derby's liederen die permanent onderdeel van de Nederlandse cultuur werden. De zin "Hallo Bandoeng" was destijds welbekend als de openingszin gebruikt door Radio Kootwijk bij het tot stand brengen van een verbinding met Bandoeng, een van de belangrijke steden in het toenmalig Nederlands-Indië. Het lied is onder meer door Wieteke van Dort en The Amazing Stroopwafels gecoverd.

## Tekst
't Kleine moedertje stond bevend

Op het telegraafkantoor

Vriendelijk sprak de ambtenaar: "Juffrouw

Aanstonds geeft Bandoeng gehoor"

Trillend op haar stramme benen

Greep zij naar de microfoon

En toen hoorde zij, o wonder

Zacht de stem van haren zoon
refrein:

Hallo, Bandoeng

"Ja moeder, hier ben ik"

"Dag lieve jongen," zegt zij, met een snik

Hallo, hallo "Hoe gaat het ouwe vrouw"

Dan zegt ze alleen "Ik verlang zo erg naar jou"
"Lieve jongen," zegt ze teder

"Ik heb maanden lang gespaard

't Was me, om jou te kunnen spreken

M'n allerlaatste gulden waard"

En ontroerd zegt hij dan: "Moeder

Nog vier jaar, dan is het om

Oudjelief, wat zal 'k je pakken

Als ik weer in Holland kom"
refrein
"Jongenlief," vraagt ze, "hoe gaat het

Met je kleine, bruine vrouw"

"Best hoor," zegt hij, en wij spreken

Elke dag hier over jou

En m'n kleuters zeggen ’s avonds

Voor 't gaan slapen 'n gebed

Voor hun onbekende opoe

Met 'n kus op jouw portret
refrein
"Wacht eens, moeder," zegt hij lachend

"'k Bracht mijn jongste zoontje mee"

Even later hoort ze duidelijk

"Opoelief, tabe, tabe"

Maar dan wordt het haar te machtig

Zachtjes fluistert ze: "O Heer

Dank, dat 'k dat heb mogen horen"

En dan valt ze wenend neer
Hallo! Bandoeng

"Ja moeder, hier ben ik"

Zij antwoordt niet, hij hoort alleen 'n snik

"Hallo, hallo" klinkt over verre zee

Zij is niet meer

En het kindje roept: "tabe"...